# Kristof Magnusson

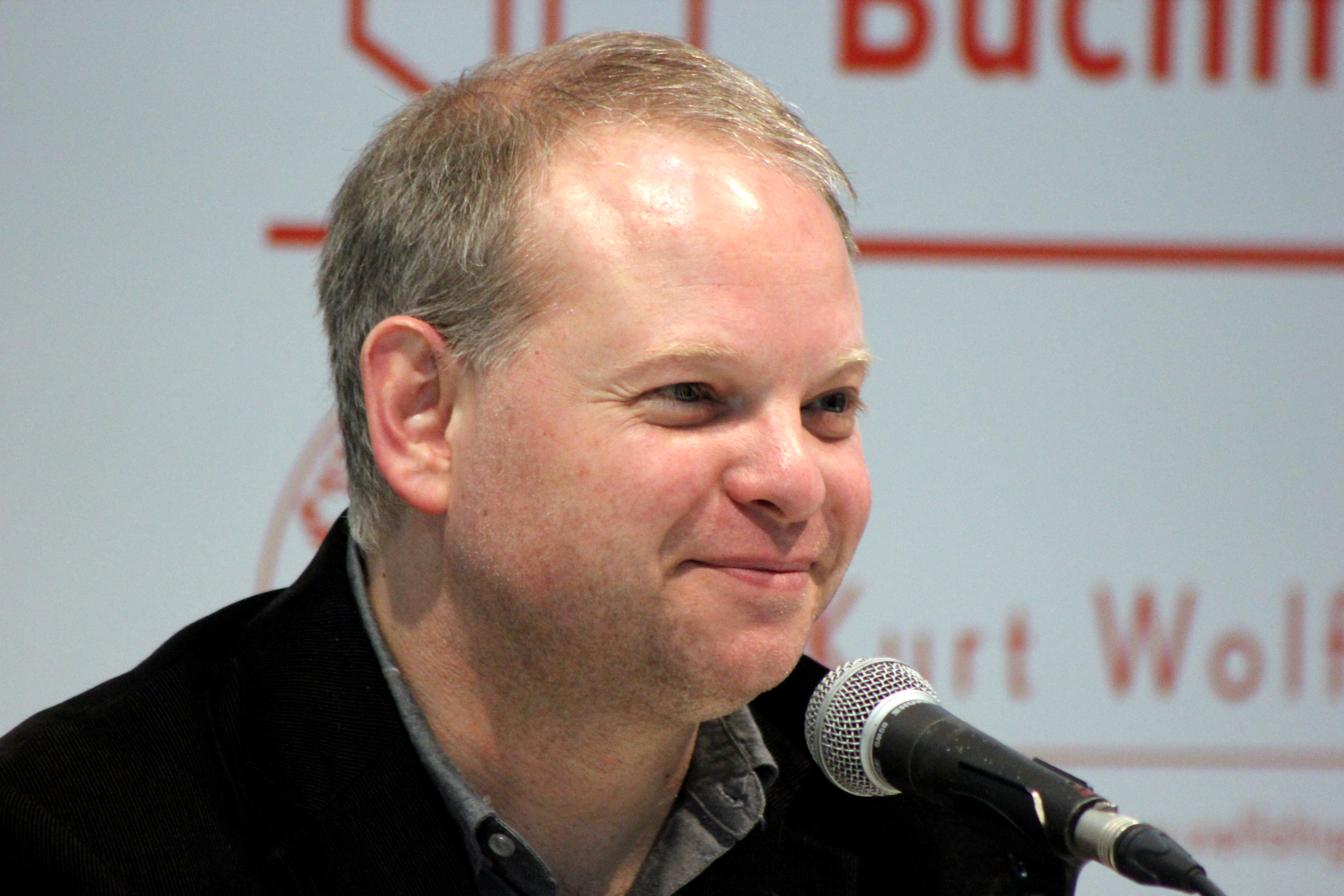
Kristof Magnusson, 2015

Kristof Magnusson, pierwotnie Kristof Weitemeier-Magnusson (ur. 4 marca 1976 w Hamburgu) – islandzko-niemiecki pisarz i tłumacz mieszkający w Berlinie. 

## Życiorys
Po uzyskaniu kwalifikacji w zawodzie muzyka kościelnego studiował twórcze pisanie i scenopisarstwo w Lipsku i Berlinie oraz literaturę islandzką w Reykjavíku. Ma w swoim dorobku zarówno powieści i sztuki teatralne, jak też opowiadania i reportaże. Zajmuje się również tłumaczeniem literatury islandzkiej na język niemiecki. Za swoją twórczość pisarską i translatorską otrzymał wiele nagród, stypendiów i rezydencji artystycznych. Był między innymi Stadtschreiber (pisarzem miejskim) wyróżnionym przez Goethe-Institut w Pune (Indie), Writer in Residence w Massachusetts Institute of Technology (MIT) oraz Translator in Residence w Europejskim Kolegium Tłumaczy w Straelen (Europäisches Übersetzer-Kollegium). Magnusson wykłada poza tym na kilku uniwersytetach.  
Rozgłos zdobył dzięki sztuce teatralnej Klub mężusiów (Männerhort, 2002). Komedia ta została przetłumaczona na język francuski, angielski, szwedzki, turecki, bułgarski, estoński, słowacki, czeski i polski (tłum. Izabela Rozhin, 2013)  oraz weszła na scenę ponad 80 teatrów w kraju i zagranicą. Warszawski Teatr Capitol wprowadził Klub mężusiów do swojego repertuaru, a Polskie Radio zrealizowało jej słuchowiskową adptację (jako Azyl dla mężczyzn, tłum. Ryszard Wojnakowski, 2012). Ostatnio w polskim tłumaczeniu autorstwa Izabeli Rozhin ukazała się farsa Totalny odjazd (Der totale Kick). 
Z dużym zainteresowaniem publiczności spotkały się również powieści Magnussona, które również przetłumaczono na wiele języków. Debiut powieściowy przyniósł mu zaproszenie na konkurs o Nagrodę im. Ingeborg Bachmann, najważniejszy literacki konkurs w obszarze niemieckojęzycznym. Dwie kolejne powieści pisarza miały bardzo przychylne echa w mediach i były na liście bestsellerów. 
Styl literacki Kristofa Magnussona charakteryzują humor i lekkość. W jednym z wywiadów wyznał: „Humor jest dla mnie (...) bardzo ważnym sposobem patrzenia na świat. (...) Jeśli przyjrzymy się obecnej retoryce politycznej, to nieufne podejście do ludzi, którzy nie mają za grosz poczucia humoru, jest, jak sądzę, nie najgorszym pomysłem. Humor jest przecież formą wrażliwego i zarazem zdystansowanego postrzegania świata. To znaczy, że ktoś obdarzony poczuciem humoru, nie pozwoli tak łatwo sobą manipulować. A wspólną cechą rzeczywiście wszystkich totalitarnych reżimów jest skrajny brak poczucia humoru”.